# Tyrod Taylor
Tyrod Di’allo Taylor (geboren am 3. August 1989 in Hampton, Virginia) ist ein US-amerikanischer American-Football-Spieler auf der Position des Quarterbacks. Er spielte von 2008 bis 2011 College Football für Virginia Tech und wurde im NFL Draft 2011 von den Baltimore Ravens in der sechsten Runde ausgewählt. Seit 2024 spielt Taylor für die New York Jets in der National Football League (NFL).

## Karriere

### Frühe Jahre
Als Schüler der Hampton High School übte Taylor neben Football auch Basketball und Leichtathletik aus. Er war Quarterback des Footballteams, wurde jedoch auch als Kick Returner und Safety eingesetzt. In vier Spielzeiten führte er seine Mannschaft zu 34 Siegen bei vier Niederlagen und erzielte dabei 7.690 Yards Raumgewinn (5.144 Yards durch Pässe und 2.546 Yards durch Laufspiel) und 100 Touchdowns. Zum Ende seiner Highschool-Karriere wurde er von Rivals.com als bester Dual-Threat Quarterback und drittbester Quarterback seines Jahrgangs gelistet.
Taylor entschied sich anschließend, die Virginia Polytechnic Institute and State University (Virginia Tech) zu besuchen, wo er sich als Rookie Einsatzzeiten mit dem Junior-Quarterback Sean Glennon teilte. Im Laufe der Spielzeit sorgte er für 1.356 Yards Raumgewinn und 11 Touchdowns. Eigentlich sollte er die Saison 2008 aussetzen, doch nach zwei Spieltagen wurde er reaktiviert, da das Team in der Offensive Probleme offenbarte. Daraufhin war er für einige Spiele Starting-Quarterback, bis ihn eine Verletzung stoppte und er sich nach durchwachsenen Leistungen wieder Spielzeit mit Glennon teilen musste. In den Play-offs durfte Taylor jedoch von Beginn an spielen und führte seine Mannschaft zum 20–7-Sieg gegen die Cincinnati Bearcats im Orange Bowl 2009.
In seinem dritten Jahr am College führte er die Virginia Tech Hokies zu einer Bilanz von neun Siegen und drei Niederlagen und auf den zweiten Platz in der Atlantic Coast Conference (ACC). Zwischenzeitlich waren sie national als viertbestes Team gelistet, verloren jedoch am Ende zwei Spiele in Folge. Als Senior gelangen ihm 2010, nach zwei knappen Niederlagen zu Beginn der Saison, elf Siege in Folge und eine perfekte Bilanz von acht Siegen in acht Spielen gegen Konkurrenten aus der ACC. Dies war einer Mannschaft zuletzt zehn Jahre zuvor gelungen und mit dem Sieg gegen Florida State im ACC Championship Game gewannen die Hokies ihren vierten ACC-Titel in sieben Jahren. Taylor wurde zum ACC-Player of the Year und ACC-Championship Game MVP gewählt.

### NFL

#### Baltimore Ravens
Die Baltimore Ravens wählten Taylor im NFL Draft 2011 in der sechsten Runde als 180. Spieler aus. Die meisten Teams dachten, er würde als Wide Receiver zum Einsatz kommen, doch die Ravens sahen ihn als Ersatz für ihren Starting-Quarterback Joe Flacco. Seinen ersten Einsatz in der NFL hatte er am 4. Dezember 2011 beim Sieg gegen die Cleveland Browns. Auch in den nächsten drei Spielzeiten gelang es ihm nicht, Joe Flacco zu verdrängen, und er kam bei den Ravens nur zum Einsatz, wenn Flacco geschont wurde. Somit lautete seine Bilanz nach vier Jahren NFL bei den Ravens: 14 Kurzeinsätze, 18 vervollständigte Pässe für 199 Yards und ein erlaufener Touchdown.

#### Buffalo Bills
Am 12. März 2015 unterschrieb er einen Vertrag bei den Buffalo Bills, wo er sich gegen E. J. Manuel und Matt Cassel durchsetzte und am 31. August von Head Coach Rex Ryan zum Starting-Quarterback ernannt wurde. Am ersten Spieltag führte er die Bills zum 27–14-Sieg gegen die Indianapolis Colts und warf für 195 Yards und einen Touchdown. Sein bestes Spiel bisher kam am vierten Spieltag beim 41–14-Sieg über die Miami Dolphins, als er 21 von 29 Passversuchen an den Mann brachte und dabei 277 Yards Raumgewinn und drei Touchdowns erzielte. Er stellte einen neuen Bills-Franchise-Rekord für die meisten vervollständigten Pässe in Folge ohne Interception auf, als er mit 222 Pässen Drew Bledsoes Rekord aus dem Jahr 2002 brach. Zudem stellte er in dieser Saison mit 568 erlaufenen Yards einen weiteren Bills-Quarterback-Rekord auf. Er führte die Bills in diesem Jahr zu einer 8–8-Bilanz, wodurch sie erst zum dritten Mal seit den späten 1990er Jahren in zwei aufeinanderfolgenden Spielzeiten keine negative Bilanz aufwiesen. Durch die Super-Bowl-Teilnahme von Carolina Panthers Quarterback Cam Newton kam Taylor zudem zu seiner ersten Pro-Bowl-Teilnahme.

#### Cleveland Browns
Am 9. März 2018 tauschten die Bills Taylor für einen Drittrundenpick zu den Cleveland Browns. Nachdem er sich am 20. September 2018 im Spiel gegen die New York Jets (dritte Woche) eine Gehirnerschütterung zugezogen hatte, verlor er seine Position als Starter bei den Browns an Baker Mayfield.

#### Los Angeles Chargers
Am 13. März 2019 unterschrieb Taylor einen Zweijahresvertrag bei den Los Angeles Chargers. Dieser Vertrag bringt ihm 11 Millionen US-Dollar ein. Bei den Chargers war Taylor in der Saison 2019 Ersatzmann hinter Philip Rivers. Er trifft dort auf seinen ehemaligen Offensive Coordinator Anthony Lynn.
Nach dem Wechsel von Rivers zu den Indianapolis Colts ging Taylor als Starting Quarterback der Chargers in die Saison 2020 und erhielt dabei den Vorzug vor Erstrundenpick Justin Herbert. Taylor führte die Chargers am ersten Spieltag zu einem Sieg über die Cincinnati Bengals. Beim Aufwärmen für das zweite Spiel gegen die Kansas City Chiefs zog sich Taylor eine Rippenverletzung zu. In der Folge sollte er eine schmerzstillende Injektion erhalten, allerdings unterlief dem Mannschaftsarzt der Chargers dabei ein Fehler, sodass er Taylors Lunge durchstach. Taylor wurde daraufhin ins Krankenhaus gebracht und Justin Herbert übernahm als Starter. Nachdem Herbert in Taylors Abwesenheit als Starter überzeugen konnte, ernannte Head Coach Anthony Lynn den Rookie zum Starter für den Rest der Saison.

#### Houston Texans
Im März 2021 einigte sich Taylor mit den Houston Texans auf einen Einjahresvertrag.

#### New York Giants
Am 17. März 2022 nahmen die New York Giants Taylor unter Vertrag. Als Backup von Daniel Jones bestritt er 2023 fünf Spiele als Starter.

#### New York Jets
Im März 2024 schloss Taylor sich den New York Jets an.